# 強制接取管制
強制接取管制（英語：Forced-access regulation）是指地方強勢的私人通訊業者必須讓競爭者可以使用其網路來供企業營運之用的管制方法，也就是強制開放接取。
一般對於強制接取管制的解釋，認為對於小公司而言，由於高成本而無法建置新的網路設施，因此需利用此種方法來促進競爭。
以美國而言，國會在1996年電信法中，強制地方電信公司必須在「管制的費率」之原則分享其線路給競爭者。電信法251條(3)(2)(B)寫到：如果不能提供網路元件的接取，將會損害電信業者試圖提供接取服務之能力與意願。是否強制接取對於競爭環境有利，並且會降低價格目前還不能確定，因此在各方經濟學者中呈現各說各話的局面。